# Lynx Rocks
Die Lynx Rocks sind eine Gruppe von Klippenfelsen im Archipel der Südlichen Shetlandinseln. In der Hero Bay der Livingston-Insel liegen sie westlich des Siddons Point.
Das UK Antarctic Place-Names Committee benannte sie 1958 nach dem australischen Robbenfänger Lynx aus Sydney, der zwischen 1820 und 1821 sowie zwischen 1821 und 1822 in den Gewässern um die südlichen Shetlandinseln operierte.